# EC Noroeste
Der Esporte Clube Noroeste Bauru ist ein Fußballklub aus Bauru in Brasilien.

## Geschichte
Der EC Noroeste, häufig nur „Noroeste“ genannt, wurde am 1. September 1910 als Sport Club Noroeste gegründet, am selben Tag wie SC Corinthians, einer der beliebtesten Fußballklubs Brasiliens. 1943 gewann man die Campeonato do Interior, welche damals das prestigeträchtigste Turnier im Binnenland des Bundesstaates São Paulo war. 1948 wurde es dann eine professionelle Mannschaft.
1953 nahm man erstmals an der Staatsmeisterschaft von São Paulo teil. Bis 1966 spielte der Verein mit den Starspielern Julião, Toninho Guerreiro und Zé Carlos gegen die besten Klubs São Paulos. Danach schaffte es Noroeste, bis in die 1980er Jahre mit den Topspielern Jairzinho und Lorico immer wieder auf- und abzusteigen. 1978 spielte man dann in der nationalen ersten Liga, der Campeonato Brasileiro de Futebol.
Die 1990er Jahre waren die schlechteste Zeit der Vereinsgeschichte; man stieg zweimal (1994 und 1999) in die Série A3 ab. 2005 stieg der Verein mit ihren Starspielern Lenilson und Rodrigo Tiuí wieder in die Série A1 auf. 2006 wurde der EC Noroeste Fünfter bei der Staatsmeisterschaft, was die beste Platzierung des Klubs in ihrer Vereinsgeschichte bedeutete.

## Erfolge
Staatsmeisterschaft von São Paulo
- Gewinn der Série A2: 1943, 1953, 1970, 1984
- Gewinn der Série A3: 1995, 2004

Staatspokal von São Paulo|Copa Paulista de Futebol
- Gewinner: 2005, 2012